# Науково-дослідний центр атомної енергетики
Науково-дослідний центр атомної енергетики в Гарвеллі, Оксфордшир, з 1940 по 1990-ті роки був основним науковим центром у Великій Британії із досліджень і розробок у галузі атомної енергетики.

## Заснування
У 1945 році Джона Кокрофта попросили створити дослідницьку лабораторію для подальшого використання ядерного ділення як у військових цілях, так і для виробництва енергії. Критерії відбору включали знаходження у віддалених місцях з хорошим водопостачанням, але в межах досяжності від хороших транспортних зв'язків і університету з лабораторією ядерної фізики. Це більш-менш обмежувало вибір областями навколо Оксфорда або Кембриджа. Було вирішено, що буде обраний аеродром RAF, причому ангари для літаків ідеально підходять для розміщення великих атомних паль, які необхідно буде побудувати. Хоча в Кембриджському університеті була найкраща ядерно-фізична база (Кавендиська лабораторія), RAF не хотів залишати свої східні аеродроми через свого потенційного участі в холодній війні, тому Харвел був обраний, коли RAF надав аеродром. RAF Harwell знаходився за шістнадцять миль на південь від Оксфорда біля Дідкот і Харвелл (в той час в Беркширі), та 1 січня 1946 року створено Дослідницьку установку з атомної енергії, що підкоряється Міністерству постачання. Вчені в основному захопили як житлові приміщення, так і робочі приміщення у відхідних ВВС.
У ранній лабораторії було кілька спеціалізованих підрозділів: хімія (спочатку очолювана Егон Бретчером, пізніше Робертом Спенсом), загальна фізика (HWB Скіннер), ядерна фізика (спочатку очолювана Отто Фришем, пізніше Е. Бретшером), фізика реакторів (Джон Данворт) Теоретична фізика (Клаус Фукс, пізніше Брайан Флауерс і Уолтер Маршалл), Ізотопи (Генрі Селігманом), Машинобудування (Гарольд Мова, пізніше Роберт Джексон), Хімічна інженерія (А. С. Уайт) і Металургія (Брюс Чалмерс, пізніше Монті Фінністон, ФРС), пізніше Фінністон став головою Британської сталевої корпорації. Режисери після Кокрофт включали Василь Шонланд, сер Артур Вік і Уолтер Маршалл.
Рішення розмістити AERE в Харвелле мало величезні наслідки для сільської місцевості, яка в основному залежала від сільського господарства в плані зайнятості до Другої світової війни. Сайт (який швидко став відомий серед місцевого населення як «Атомна») став одним з основних роботодавців у післявоєнний період. Це також призвело до припливу робочої сили з-за меж області, чинячи тиск на і без того обмежені житлові запаси. У відповідь на проблему навколо місця були встановлені гуртожитку і тимчасове житло. Гуртожитки були названі Icknield Way House (безлад 'B', безлад сержантів RAF), Portway House (безлад 'C', безлад льотчиків RAF) і Ridgeway House (безлад 'A', безлад офіцерів) надали або одномісні або двомісні номери для персоналу і були прийняті з існуючих структур RAF на сайті. Класова відмінність підтримувалося UKAEA. В A-Mess працювали запрошені вчені, співробітники наукової підтримки B-Mess і деякі аспіранти, а також співробітники технічної підтримки C-Mess. Тимчасовий житловий фонд складався з декількох сотень каркасних, одноповерхових конструкцій, виготовлених по частинах для швидкого зведення, які були спочатку розроблені, щоб допомогти усунути хронічну нестачу житла в найближчому післявоєнний період у Великій Британії. На північ і південь від периметра майданчика були побудовані два маєтки «Збірні будинки», а також дорожня мережа і парад магазинів. У наступні роки звичайне житло надавалося в маєтках, побудованих в Абінгдоні, Грові (недалеко від Вантейджа) і Ньюбері для співробітників. В Абінгдоні був побудований сучасний хостел (Rush Common House). Будинки були пізніше продані (в основному їх мешканцям) в 1980-х роках, а гуртожитки були знесені або пристосовані для інших цілей. Садиби «Prefab» проіснували до початку 1990-х років, коли жителі були переведені в житло місцевих органів влади. Передвоєнний сержант RAF одружився на чверть житла в Harwell разом з іншим житлом UKAEA в Абінгдоні, Грові, Вантейге і Ньюбері на загальну суму 129 будинків, які були повністю продані групі Welbeck Estate в 1995 році, і після капітального ремонту були продані місцевим покупцям. [Цитата потрібна]
Робітники були доставлені на майданчик з Редінга в утилітарних сірих автобусах з написом «AERE».

## Ранні реактори
Такий був інтерес до ядерної енергетики і пріоритет, що надається їй в ті дні, коли перший реактор, GLEEP, працював до 15 серпня 1947 року. GLEEP (графітова низькоенергетичному експериментальна паля) був малопотужним (3 кіловат) графіт-помірним реактором з повітряним охолодженням. Перший реактор в Західній Європі, він працював до 1990 року.
Наступник GLEEP, названий BEPO (British Experimental Pile 0), був створений на основі досвіду GLEEP і почав роботу в 1948 році. На 6 МВт BEPO був набагато більш потужним, ніж GLEEP. [1] Інженери в Харвелле врешті-решт вирішили, що цей невеликий реактор потрібно використовувати, тому повітря, який тек через нього, прямував через підземний жолоб, де було кілька труб, заповнених водою, які підключалися до вторинної групі води. -заповнені труби, які використовувалися прилеглими установами для обігріву офісів. [2] Це було перше використання ядерного теплопостачання у Великій Британії. BEPO був закритий в 1968 році.
LIDO був реактором з термальним басейном для збагаченого урану, який працював з 1956 по 1972 рік і в основному використовувався для експериментів щодо екранування і ядерної фізики. У 1995 році він був повністю демонтований і повернений на зелене поле. У тій же будівлі, що і LIDO, була побудована DAPHNE (Дідона і Плутон, служниця для ядерних експериментів) для випробування обладнання, що використовується в експериментах на двох великих реакторах.
Пара більших реакторів потужністю 26 МВт, DIDO і PLUTO, які використовували збагачений уран з сповільнювачем важкої води, була введена в експлуатацію в 1956 і 1957 роках відповідно. Ці реактори використовувалися головним чином для тестування поведінки різних матеріалів при інтенсивному нейтронному опроміненні, щоб допомогти вирішити, з яких матеріалів будувати компоненти реактора. Зразок можна опромінювати протягом декількох місяців для імітації дози опромінення, яку він отримає протягом терміну служби енергетичного реактора. Обидва реактора також використовувалися для кристалографії розсіювання нейтронів. Вони взяли комерційні, ізотоповиробництво з BEPO, після цього, було зупинено. Самі DIDO і PLUTO були закриті в 1990 році, а паливо, модератор і деякі допоміжні будівлі видалені. Реактор GLEEP і ангар, в якому він перебував, були виведені з експлуатації в 2005 році. В даний час планується вивести з експлуатації реактори BEPO, DIDO і PLUTO до 2020 року.

## Зета

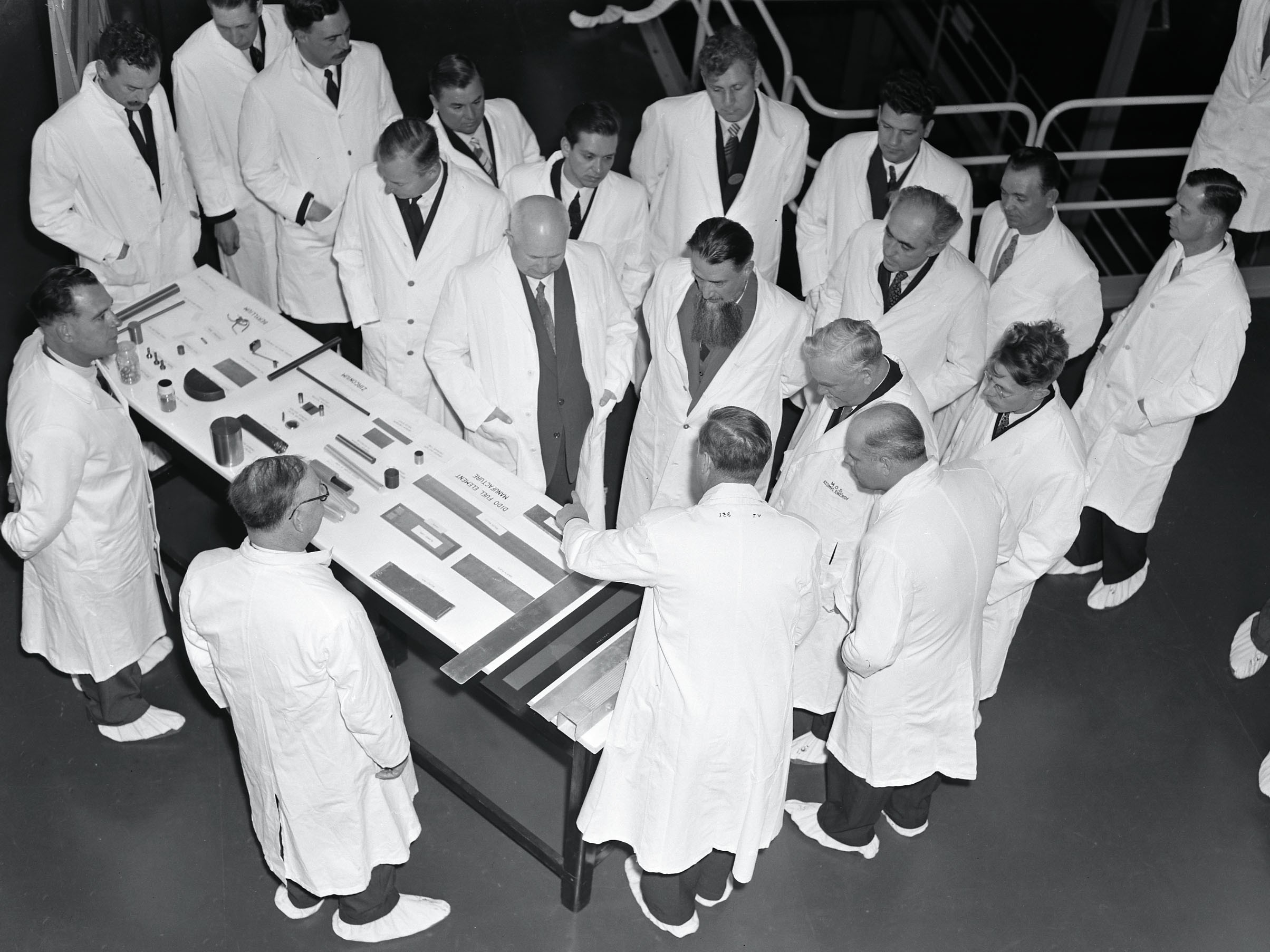
Ігор Курчатов, Микита Хрущов і Микола Булганін у Гарвелльській лабораторії 26 квітня 1956 року

Одним з найбільш значущих експериментів, що проводяться в AERE, був експеримент по термоядерної енергетиці ZETA. Первісна спроба побудувати великомасштабний ядерний термоядерний реактор, проект був початий в 1954 році, і перші успіхи були досягнуті в 1957 році. У 1968 році проект був закритий, тому що вважалося, що подальший прогрес не може бути досягнутий з вид дизайну, який представляв ZETA (див. Хронологію ядерного синтезу).

## Історія організації
У 1954 році AERE була включена в недавно створене Управління з атомної енергії Сполученого Королівства (UKAEA). Harwell і інші лабораторії повинні були взяти на себе відповідальність за дослідження і розробки в галузі атомної енергії. Він був частиною Міністерства торгівлі і промисловості (DTI).
У 1970-х роках уповільнення британської ядерної енергетичної програми призвело до значного скорочення попиту на роботу, виконувану UKAEA. Тиск на державні витрати також скоротило доступне фінансування. UKAEA, не бажаючи просто розформувати якісну науково-дослідницьку організацію, повинна була направити свої дослідницькі зусилля на вирішення наукових проблем для промисловості шляхом надання платних консультацій або послуг. Наприклад, в Харвелле була створена Операційна дослідницька група, яка розробила програмне забезпечення для планування судноплавного флоту, яке використовувалося для надання послуг британським і зарубіжним судноплавним компаніям [3], а також програмне забезпечення для моделювання нафтових резервуарів, щоб допомогти в розробці Північного моря Великій Британії.  [4] UKAEA було наказано працювати в торговій фондоснові, тобто з фінансовою звітністю, так ніби б вона була приватною корпорацією, залишаючись при цьому повністю державною. Після декількох років перехідного періоду UKAEA була розділена на початку 1990-х років. UKAEA зберегло право власності на всю землю та інфраструктуру, а також на всі ядерні об'єкти і підприємства, безпосередньо пов'язані з ядерною енергетикою. Інша частина була приватизована як AEA Technology і розміщена на Лондонській фондовій біржі. Лабораторія Харвелле містила елементи обох організацій, хоча земля та інфраструктура належали UKAEA.
Лабораторія Harwell Blue
У той же час назва дослідного центру з атомної енергії було припинено, і сайт став відомий як Міжнародний діловий центр Harwell. Сайт включає в себе Лабораторію Резерфорда Епплтон, в якій знаходиться Рада з науково-технічного устаткування (включаючи джерело нейтронів ISIS і джерело алмазного світла У 2006 році було введено назву Harwell Science and Innovation Campus, і управління кампусом було передано партнерству «Спільне підприємство 50:50» в державному / приватному секторі з метою просування управління та реконструкції кампусу, який був перейменований в Harwell Oxford. У лютому 2009 року частина кампусу, що залишилася, ядерний ліцензійний майданчик, перейшла до управління з ядерного зняття з експлуатації та виводиться з експлуатації компанією Research Sites Restoration Limited (RSRL, з 2015 року входить до складу Magnox Ltd) від їх імені.